# Dinangourou
Dinangourou è un comune rurale del Mali facente parte del circondario di Koro, nella regione di Mopti.
Il comune è composto da 13 nuclei abitati:
- Akoumbouro
- Bangadiè
- Dinangourou
- Douari
- Gangafani
- Guésséré
- Guimini
- Kassawan
- Koba
- Omo
- Sari
- Tonou
- Yeremdourou